# Ingresso in politica di Silvio Berlusconi

Silvio Berlusconi annuncia il suo ingresso in politica il 26 gennaio 1994

L'ingresso in politica di Silvio Berlusconi, noto anche come «discesa in campo», avvenne il 26 gennaio 1994 e fu reso noto attraverso un messaggio televisivo preregistrato dello stesso Berlusconi, della durata di nove minuti, inviato a tutti i telegiornali delle reti televisive nazionali. Tuttavia, Berlusconi lavorava a questo passo fin dall'estate del 1992 e la sua eventualità era parte del dibattito politico fin dal luglio del 1993.
Ad appena due mesi dall'annuncio, alla guida di Forza Italia, Berlusconi vinse le elezioni politiche del 27 e 28 marzo. L'espressione "discesa in campo" è un'esplicita metafora calcistica, come "entrare in campo" ed "entrata in campo"; il nome stesso "Forza Italia" riprende esplicitamente lo slogan dei tifosi della nazionale italiana di calcio, slogan utilizzato tra l'altro anche dalla Democrazia Cristiana durante la campagna elettorale per le elezioni politiche del 1987.
Le motivazioni di questa scelta, la tipologia di campagna elettorale e le ragioni di questa fulminea vittoria sono stati in Italia motivo di ampio dibattito politico fin dagli inizi.
È generalmente ritenuto il punto di inizio della cosiddetta "Seconda Repubblica".

## La "discesa"

### Le divisioni all'interno del gruppo Berlusconi
Gli uomini vicini a Berlusconi erano divisi intorno all'opportunità di un suo ingresso in politica. Esisteva un gruppo di personalità, capeggiate da Fedele Confalonieri e Gianni Letta, cui si affiancavano anche Maurizio Costanzo, Indro Montanelli e Federico Orlando (questi ultimi due rispettivamente direttore e condirettore de il Giornale, di proprietà di Berlusconi), definiti «colombe», che sostenevano l'infelicità della scelta di intraprendere la strada della politica. Un secondo gruppo di persone, i cosiddetti «falchi», Marcello Dell'Utri, Ennio Doris e Cesare Previti, sostenevano invece la necessità di un impegno politico in prima persona del Cavaliere. Altri, come Carlo Bernasconi e Adriano Galliani, mantenevano una posizione defilata.

### Prevale la posizione interventista
Berlusconi rimase a lungo in una condizione di profonda incertezza sul da farsi. Il timore di Berlusconi riguardava le possibili accuse relative al conflitto di interessi che gli avversari politici avrebbero potuto rivolgergli nel momento in cui avesse scelto la via della politica. In un'intervista al Corriere della Sera del 12 aprile 1996, Ezio Cartotto, giornalista dipendente di Publitalia '80 e già consulente politico del Cavaliere nonché ex democristiano, riferì di un incontro avvenuto nell'aprile 1993 a cui erano presenti lo stesso Cartotto, Berlusconi e Bettino Craxi, suo amico personale nonché ex segretario del Partito Socialista Italiano. Durante questo incontro, Berlusconi si sfogò dicendo: «Confalonieri e Letta mi dicono che è una pazzia entrare in politica e che mi distruggeranno […] Cosa devo fare? A volte mi capita perfino di mettermi a piangere quando sono sotto la doccia». Dopo tale sfogo e dopo un resoconto fatto da Cartotto della situazione politica, Craxi appoggiò l'idea della fondazione di un nuovo partito da parte di Berlusconi, consigliandogli di scegliere un accordo con la Lega Nord di Umberto Bossi nei collegi del Nord Italia e con notabili DC e PSI in quelli del Sud. Fu Berlusconi a quel punto a valutare anche un accordo con il Movimento Sociale Italiano - Destra Nazionale di Gianfranco Fini, al che Craxi rispose con la tassativa affermazione: «Silvio, con i fascisti mai.»

### Storia dell'ascesa

Berlusconi inaugura l'Euromercato nel centro commerciale di Casalecchio di Reno, novembre 1993: in quell'occasione espresse il suo sostegno alla candidatura di Gianfranco Fini a sindaco di Roma.

In occasione del referendum sul sistema elettorale maggioritario al Senato dell'aprile 1993, sostenuto dalla maggioranza dell'opinione pubblica, Berlusconi fu per il mantenimento del sistema proporzionale, così come Bettino Craxi.
Nonostante l'amicizia con il leader socialista, artefice tra l'altro di numerosi interventi legislativi a carattere transitorio che aiutarono massivamente il consolidamento del proprio network televisivo quale principale e, per lungo periodo, unico concorrente privato alla TV pubblica, per lunghi anni Berlusconi non si era mai impegnato direttamente in politica, spingendosi a questo passo soprattutto per la paventata ascesa al potere del blocco dei Progressisti, che aveva inserito apertamente nei suoi programmi il ridimensionamento del potere mediatico berlusconiano, nell'ottica di una più equa ripartizione delle limitate risorse televisive. In un editoriale de la Repubblica del 18 febbraio 1994, il direttore del quotidiano Eugenio Scalfari scrisse che già nel 1991 Berlusconi pensava di misurarsi con la politica e che non lo fece a causa della potenziale contrarietà dell'allora segretario del PSI Craxi.
Durante l'estate 1993 Berlusconi cominciò a mettere pressione sulla direzione de il Giornale tramite il condirettore Federico Orlando, pretendendo una linea editoriale aggressiva e filoleghista (prendendo come modello L'Indipendente) e critica nei confronti dei magistrati di Mani pulite. Il 3 luglio, durante una riunione ad Arcore, lo stesso Cavaliere dichiarò: «Siamo perseguitati dai giudici. […] Il Gruppo funziona ed è criminale volerlo pregiudicare con un attacco politico». Il 12 luglio inviò un fax a il Giornale intimando di «sparare a zero sul pool». Montanelli e Orlando si rifiutarono e cestinarono il fax. Il condirettore definì quell'invito «un vero e proprio corpus juris alternativo a quello degli inquirenti», accusati «di metodica violazione della procedura e della sostanza, dei diritti e delle garanzie».
In autunno, dopo una presa di posizione a favore di Gianfranco Fini, candidato alla carica di sindaco di Roma, e dopo aver invano tentato di persuadere esponenti politici del centro quali Mariotto Segni e Mino Martinazzoli a formare una coalizione moderata per contrastare lo schieramento progressista, Berlusconi decise di prendere parte direttamente in prima persona all'attività politica italiana.
Durante le riunioni settimanali tenute ad Arcore annunciò che i giornali e le televisioni del gruppo Fininvest avrebbero dovuto fare la loro parte, con ogni direttore che «nella sua autonomia, deve suonare una stessa musica»: l'unica voce contraria fu quella de il Giornale tramite il direttore e il suo vice (entrambi si dimetteranno l'11 gennaio 1994).
Dall'esperienza dei club dell'Associazione Nazionale Forza Italia, guidati da Giuliano Urbani, e dalla diretta «discesa in campo» di funzionari delle sue imprese, soprattutto di Publitalia '80, importante concessionaria di pubblicità, nacque così il nuovo movimento politico Forza Italia, su schemi comunicativi nuovi per la politica italiana dell'epoca.
La fondazione di Forza Italia ebbe un notevole impatto sulla scena politica del Paese. Con un partito nato ufficialmente solo due mesi prima delle elezioni politiche del 1994, Berlusconi aveva il dichiarato progetto politico di attirare l'elettorato italiano di centro e centro-destra – rimasto senza rappresentanza dopo il dissolvimento dei partiti colpiti dagli scandali di Tangentopoli, in seguito ai quali l'indignazione elettorale aveva decretato la fine e la successiva frantumazione della Democrazia Cristiana, principale partito di centro della politica italiana – oltre che la parte più moderata dei socialisti, cioè la coalizione di governo degli ultimi anni (pentapartito), i cosiddetti «moderati».
La scena politica italiana è in fermento: nonostante alcuni analisti considerino tardiva l'entrata in scena di Berlusconi (a soli due mesi dalle elezioni), egli riesce a sfruttare con successo la propria immagine di "uomo nuovo", ottenendo la vittoria alle elezioni politiche del 1994.

## Il dibattito sulle ragioni
Si aprì subito un dibattito sulle ragioni della scelta di Berlusconi, che vide contrapporsi sostanzialmente due posizioni, imperniate sulle condizioni economiche e giudiziarie dell'imprenditore milanese: Berlusconi e i suoi sostenitori affermavano che la sua enorme ricchezza fosse una garanzia di onestà, in quanto egli non avrebbe avuto nessun interesse a utilizzare la politica per arricchirsi ulteriormente.
Secondo gli oppositori di Berlusconi, nonché secondo Marcello Dell'Utri, la «discesa in campo» era invece una scelta dettata dalla convenienza personale (finalizzata a salvare le proprie aziende dal fallimento e sé stesso da condanne giudiziarie). Enzo Biagi e Indro Montanelli testimoniarono di avere udito affermazioni in tal senso, dallo stesso Berlusconi, fin dal 1993 («Se non vado in politica, mi mandano in galera e mi fanno fallire»).

### Aspetti politici

Berlusconi a una convention di Forza Italia, aprile 1994.

L'ex democristiano Ezio Cartotto, che partecipò alla fondazione di Forza Italia, nel libro da lui dedicato al racconto degli inizi del nuovo partito riferisce che Bettino Craxi ebbe un ruolo importante nel consigliare e spingere Berlusconi alla scelta di candidarsi e fondare un nuovo partito.
Berlusconi ricordò sempre, sin dalla «discesa in campo» del 26 gennaio 1994 e per la sua intera carriera politica, come il motivo principale del suo impegno pubblico fosse motivato dalla volontà di scongiurare il «pericolo comunista», rappresentato, a suo parere, dalla prospettiva di una vittoria dello schieramento di centro-sinistra:
(Silvio Berlusconi a il Giornale, 30 gennaio 2005, p. 5.)
Motivazioni del tutto analoghe furono ribadite dai suoi sostenitori ancora nel gennaio 2022, quando si parlò di Berlusconi come uno dei possibili candidati nell'elezione presidenziale di quell'anno.
La scelta di Berlusconi sarebbe quindi stata dettata dall'amor di patria e da senso di responsabilità. Il tentativo politico di Forza Italia era teso a fornire allo Stato l'esperienza di uomini definiti come concreti, ricchi dell'esperienza maturata nel mondo dell'impresa ed estranei al passato dei partiti politici spazzato via dalle inchieste di Mani pulite.

### Aspetti imprenditoriali

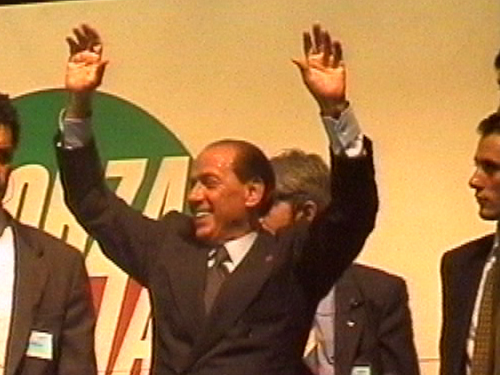
Berlusconi sul palco al Mediolanum Forum, giugno 1995.

Berlusconi, acclamato dai suoi sostenitori, si proponeva come imprenditore capace, portando come testimonianza il successo delle proprie aziende, come uomo in grado di riformare e ammodernare lo Stato, rendendo più efficiente, veloce e meno costosa la pubblica amministrazione (tramite la sua sburocratizzazione, riorganizzazione e informatizzazione). Ambizioso proposito di Forza Italia era anche quello di un forte ridimensionamento della disoccupazione: furono promessi da Berlusconi un milione di nuovi posti di lavoro.
Alcuni stretti collaboratori di Berlusconi, in alcuni casi, affermarono però come fosse stata la situazione di difficoltà in cui versava la Fininvest nei primi anni novanta uno dei motivi della scesa in campo; ad esempio, Marcello Dell'Utri:
(Marcello Dell'Utri, 28 dicembre 1994.)
(Marcello Dell'Utri, intervistato da Antonio Galdo; l'intervista è stata pubblicata nel libro Saranno potenti?. Sperling & Kupfer, 2003. ISBN 8820035014))
I principali manager del gruppo mal sopportavano la presenza di Tatò, in quanto la sua figura era stata imposta dalle banche in qualità di commissario del gruppo. Questa nomina, annunciata a sorpresa da Berlusconi in una cena domenicale nell'ottobre del 1993, risultò alquanto sgradita in quanto annunciava il capolinea di una gestione che aveva portato il gruppo a un risultato operativo che pareggiava a malapena gli interessi sul debito da pagare alle banche. Pezzi importanti del gruppo Fininvest erano praticamente ipotecati: a garanzia di eventuali indebitamenti, Cariplo, Comit, Banca di Roma, Banca Nazionale del Lavoro, Montepaschi possedevano i pacchetti di controllo della Standa e della Silvio Berlusconi Editore, ossia della società che deteneva il controllo azionario della Arnoldo Mondadori Editore. La Standa fungeva da cassa di liquidità al gruppo, incassando contante a pronti (dai clienti) e ritardando il pagamento verso i fornitori a 9-12 mesi. Questo servizio venne pagato caro dall'azienda, in quanto durante la gestione Berlusconi non riuscirà mai a chiudere un bilancio in attivo. Tatò intanto salvò il gruppo dal baratro con due operazioni successive in borsa: la quotazione della Mondadori (800 miliardi) e della Mediolanum (700 miliardi).
Riguardo all'indebitamento, dal tradizionale rapporto con cui Mediobanca analizza ogni anno le dieci maggiori aziende italiane risulta che le aziende del gruppo Berlusconi avevano nel 1992 7.140 miliardi di lire di debiti (4.475 finanziari e 2.665 commerciali), mentre il loro capitale netto ammontava a 1.053 miliardi. Essendo questa una situazione ad alto rischio di bancarotta, peggiorata dal fatto che nel 1993 gli introiti pubblicitari televisivi registrarono una crescita pari a zero (dopo molti anni di aumenti elevati e ininterrotti), le banche creditrici cominciarono in quel periodo a richiedere il saldo dei conti.

### Aspetti giudiziari

Berlusconi a un'assemblea di Forza Italia nel giugno del 1995.

Berlusconi dichiarò più volte di essere stato vittima di una persecuzione giudiziaria organizzata dai suoi oppositori dopo il suo ingresso in politica.
(Silvio Berlusconi, 16 ottobre 1998)
(Silvio Berlusconi, 24 novembre 1995)
Tali dichiarazioni, fatte da Berlusconi e dai suoi sostenitori, non corrispondono però alla realtà: infatti, Berlusconi e la Fininvest erano già stati oggetto di indagini già dagli anni ottanta. Tali indagini riguardarono varie vicende: in primis la potenziale violazione dell'allora vigente monopolio di Stato nel settore televisivo, così come presunte tangenti (ai partiti per la gestione delle discariche lombarde e per le licenze del supermercato Le Gru di Grugliasco, a funzionari pubblici per la vendita dei «palazzi d'oro», e altre ancora per gli spot sull'AIDS), false fatture di Publitalia '80 e i finanziamenti ai congressi di partito.
Berlusconi ribadì però più volte che le indagini seguirono la sua «discesa in campo» e denunciò i magistrati milanesi presso la Procura di Brescia per il reato di attentato a organo costituzionale. La denuncia fu archiviata; nelle motivazioni si legge:
(Carlo Bianchetti, giudice per le udienze preliminari di Brescia, ordinanza di archiviazione della denuncia, 15 maggio 2001.)
La Corte d'appello di Venezia, invece, nel 1990 (quattro anni prima della sua entrata in politica), aveva archiviato, per intervenuta amnistia, la posizione di Berlusconi per una vicenda del tutto estranea alla sua attività imprenditoriale (l'accusa era di falsa testimonianza).

## La questione dell'ineleggibilità
Il Decreto del Presidente della Repubblica n. 361 del 1957 all'articolo 10 afferma: «Non sono eleggibili […] coloro che […] risultino vincolati con lo Stato […] per concessioni o autorizzazioni amministrative di notevole entità economica». Dati i numerosi possedimenti in campo mediatico, edilizio e assicurativo della famiglia Berlusconi, nel mese di aprile 1994 alcuni esponenti del gruppo dei Verdi alla Camera dei deputati presentarono ricorso contro l'elezione di Berlusconi. Nel corso della seduta del 20 luglio 1994, con un terzo dei deputati assenti, la Giunta per le elezioni decise di rigettare il ricorso anche grazie a una parte degli esponenti del Partito Democratico della Sinistra del neosegretario Massimo D'Alema e dell'Alleanza dei Progressisti che votarono a favore o non parteciparono al voto.
Alcuni anni dopo emerse inoltre che Berlusconi non venne dichiarato ineleggibile poiché non lo si considerò titolare formale delle concessioni televisive, nonostante fosse comunque azionista di maggioranza dell'azienda concessionaria (e quindi, secondo l'interpretazione autentica della legge, ineleggibile).